# Polystachya cooperi
Polystachya cooperi är en orkidéart som beskrevs av Victor Samuel Summerhayes. Polystachya cooperi ingår i släktet Polystachya och familjen orkidéer. IUCN kategoriserar arten globalt som starkt hotad. Inga underarter finns listade i Catalogue of Life.